# Jämtlands östra domsaga
Jämtlands östra domsaga var en domsaga i Jämtlands län. Den bildades den 1 januari 1879 (enligt beslut den 7 juni 1878) genom delningarna av Norra Jämtlands domsaga och Södra Jämtlands domsaga. Domsagan upplöstes den 1 januari 1971 i samband med tingsrättsreformen i Sverige. Domsagans område överfördes då till Jämtbygdens tingsrätt förutom Hackås socken i Hackås landskommun som överfördes till Svegs tingsrätt.
Domsagan lydde först under Svea hovrätt, men överfördes till domkretsen för hovrätten för Nedre Norrland när denna bildades 1948.

## Tingslag
Vid bildandet av domsagan löd fyra tingslag under den, men detta antal minskades i etapper. Den 1 januari 1906 (enligt beslut den 14 oktober 1904 och den 17 februari 1905) slogs Brunflo tingslag, Hackås och Näs tingslag samt Revsunds tingslag ihop för att bilda Revsunds, Brunflo och Näs tingslag. Den 1 januari 1948 (enligt beslut den 10 juli 1947) slogs Revsunds, Brunflo och Näs tingslag ihop med Ragunda tingslag för att bilda Jämtlands östra domsagas tingslag. När domsagan upphörde 1971 löd således under den bara ett tingslag.

### Från 1879
Före 1879 i Norra Jämtlands domsaga:
- Brunflo tingslag
- Ragunda tingslag
- Revsunds tingslag

Före 1879 i Södra Jämtlands domsaga:
- Hackås och Näs tingslag

### Från 1906
- Ragunda tingslag
- Revsunds, Brunflo och Näs tingslag

### Från 1948
- Jämtlands östra domsagas tingslag

## Häradshövdingar
| Ämbetstid                                  | Namn                   | Levnadstid |
| ------------------------------------------ | ---------------------- | ---------- |
| (fullmakt 30 december 1878) 1879-1885      | Johan Gunno Hasselberg |            |
| (fullmakt 4 juni 1886) 1886-1914           | Johan August Thomson   |            |
| (fullmakt 11 juni 1915) 1915-1938          | August Teodor Larsson  |            |
| (fullmakt 17 juni 1938) 1938-tidigast 1950 | Johan Birger Björklöf  |            |

## Valkrets för val till andra kammaren
Mellan andrakammarvalen 1881 och 1908 utgjorde Jämtlands östra domsaga en valkrets: Jämtlands östra domsagas valkrets. Valkretsen avskaffades vid införandet av proportionellt valsystem inför valet 1911 och uppgick då i Jämtlands läns södra valkrets.